# Явожина (Лодзинське воєводство)
Явожина (пол. Jaworzyna) — село в Польщі, у гміні Опорув Кутновського повіту Лодзинського воєводства.
Населення — 95 осіб (2011).
У 1975-1998 роках село належало до Плоцького воєводства.

## Демографія
Демографічна структура станом на 31 березня 2011 року:
|          | Загалом | Допрацездатний вік | Працездатний вік | Постпрацездатний вік |
| -------- | ------- | ------------------ | ---------------- | -------------------- |
| Чоловіки | 45      | 7                  | 36               | 2                    |
| Жінки    | 50      | 11                 | 29               | 10                   |
| Разом    | 95      | 18                 | 65               | 12                   |